# Leuwikujang
Leuwikujang is een bestuurslaag in het regentschap Majalengka van de provincie West-Java, Indonesië. Leuwikujang telt 5271 inwoners (volkstelling 2010).